# Clientélisme (Rome)
Pour les articles homonymes, voir Client et Clientélisme.
 (novembre 2014).
Dans la Rome antique, la relation de clientèle désigne une relation de services mutuels entre deux personnes de statut social différent, l'un puissant, le patron, généralement aristocrate, et une personne de rang moindre, généralement un homme libre, appelé le client. Très tôt codifié, le clientélisme domine toute la vie sociale de la Rome antique.
Le lien réciproque qui unit le client à son patron porte le nom de fides (confiance partagée, loyauté). Cette notion était très importante étant donné la réprobation de ceux qui ne se montraient pas loyaux, condamnation consignée par une formule de malédiction dans la Loi des Douze Tables.
D'une part, le patron offre sa protection à ses nombreux clients ; en contrepartie, le client soutient son patron dans ses entreprises politiques et militaires. Cette clientèle est formée par les paysans qui cultivent ses terres, par les esclaves qu'il a affranchis et leurs descendants. Ces descendants d'affranchis portent d'ailleurs le nom (gentilice) de leur ancien maître (voir les noms romains).
Les clients peuvent aussi être des citoyens endettés qui se sont mis sous la protection d'un puissant, ou qui sont désireux de faire partie d'une organisation au sein de Rome. Par extension, on parle de clientélisme politique, où le client donne un appui politique à son patron (voir clientélisme).

## Historique

### Clientélisme historique
Le clientélisme est un phénomène ancien commun à l'Italie (étrusque- etera), la Gaule et la Grèce antique. Il pouvait à l'origine s’agir :
- d'autochtones asservis par les envahisseurs ;
- de membres de la famille affaiblis par la pauvreté ou par la guerre ;
- d'étrangers désirant s'établir dans la région et devant se soumettre à un pater familias pour le faire.

Cette organisation est perçue par les antiques Romains comme une relation religieuse. En contrepartie de sa soumission, un client reçoit une terre de 2 jugères, le heredium, au début de la République, ce qui est insuffisant pour subsister. Il doit continuer à louer des terres. Il reçoit également l'aide juridique et est dépendant du patron pour certains rites religieux (consultation des auspicia pour le client et dépôts d'offrande au patron pour les Lares). Il lui doit aussi l'aide politique aux comices où il vote comme son patron, ainsi que l’aide militaire.
Cette relation, alors qu'elle décline avec la mise en place de la République, est officialisée et l'on tente de l'assainir par la Loi des Douze Tables, qui met par écrit en 449 av. J.-C. des dispositions orales antérieures : cette loi précise que si le patron exerce une tromperie à l’encontre de son client, il sera déclaré sacer, c'est-à-dire maudit et exposé à la colère des dieux ainsi que hors-la-loi. À partir de cette loi, les clients prennent comme second nom, le nom de leur patron.

### Clientélisme citoyen
Cette relation permettait d’agréger à la famille des individus ou des collectivités supplémentaires, élargissant les cercles sociaux de la gens et de la tribu, et débordant avec l'expansion romaine au-delà de la seule citoyenneté romaine et du périmètre de la ville de Rome. En cela, la relation client-patron fut un des facteurs de l’expansion romaine dès ses débuts.
Denys d'Halicarnasse décrit les liens entre le patron et ses clients :
- déclaration de soumission rituelle (in fidem clientelamque venire) à un homme libre
- déclaration de réception de cette soumission (in fidem clientelamque recipere)

L'enrichissement des classes dirigeantes romaines, l'exacerbation de la vie civique accrurent l'utilité politique des clientèles dans les derniers siècles de la République romaine : les clients accompagnaient leur patron au Forum Romain, et faisaient activement campagne pour lui, même si la modestie de leur condition rendait leur vote exceptionnel selon les règles électorales. Ainsi, le tribun de la plèbe Tiberius Gracchus se faisait suivre de plusieurs milliers de clients dans ses déplacements à Rome. Les ambitieux politiques suivirent cette voie, menant des cortèges servant autant d’escorte de protection que de manifestation bruyante de partisans.
L'attribution de la citoyenneté romaine à titre individuel ou à des cités italiennes entières, la distribution de terres aux vétérans démobilisés furent pour les ambitieux tels que Pompée ou Jules César d'efficaces moyens de se constituer de nouvelles clientèles nombreuses.
La fin de la République amena l'apaisement dans l'usage des clients à des fins politiques, mais il resta de bon ton pour la classe dominante d’avoir une clientèle nombreuse et visible, comme élément de prestige, et utile comme réseau de relations pour les affaires commerciales et financières. Ce système contribuait également à la paix sociale, en assurant à la frange déshéritée de la population urbaine un minimum nécessaire à sa survie.
Le poéte Martial  met en scène dans ses épigrammes des situations illustrant les relations entre patrons et clients dans la Rome de la fin du Ier siècle : salutations matinales, accompagnement aux forum ou aux bains, invitations à dîner, échanges de cadeaux, etc.. Le vocabulaire de Martial marque les nuances de situations : cliens désigne les plus pauvres, totalement dépendants de leur patron dont ils sont par leur nombre le signe d'importance sociale. Des termes plus policés traduisent une dépendance moins criante : Comes (compagnon) traduit la fidélité dévouée du client à son patron, sodalis vetus (vieux camarade) qualifie la relation de longue date, pouvant parfois dispenser des obligations officelles. Amicus (ami) pour une relation personnelle de clientèle ou bien de simple fréquentation, amitié généralement récente (amicus novus) par opposition au sodalis vetus ,.

## Obligations

### Obligations du client
Quintus Tullius Cicero, frère de Cicéron distingue trois sortes de clients : « les clients qui viennent vous saluer chez vous, ceux qui vous conduisent au forum, et ceux qui vous suivent partout ».
Le client rend visite régulièrement à son patron (traditionnellement tôt le matin) et le salue par son nom, en signe d'allégeance : une pièce située près de l'entrée de la domus traditionnelle des patriciens est même destinée à accueillir les clients venus se présenter à leur patron. Ce salut matinal se nomme la Salutatio. Ces clients, les plus nombreux, prodiguent parfois leurs salutations dans plusieurs maisons. Quintus Cicéron conseille d'accorder néanmoins du prix à cette légère marque de considération, afin de s'attacher par ces égards l'exclusivité de ces clients. À Pompéi existe une domus avec un banc de pierre en façade, pour que les clients patientant soient visibles et témoignent ainsi du nombre important de la clientèle de leur patron. Néanmoins, sous l'Empire, toutes les pièces peuvent servir à recevoir les clients. Cela dépend de l'importance du client : les plus humbles sont reçus dans le vestibule tandis que les amis ou les proches sont accueillis dans des parties privées comme le péristyle.
L'escorte du patron par ses clients jusqu'au forum ou aux thermes se nomme l'adsectatio. Quintus Cicéron conseille « Autant que vous le pourrez, descendez avec eux au forum à des heures réglées : l'affluence qui, tous les jours, y accompagne un candidat ajoute beaucoup à sa réputation ». Elle devient moins courante sous l'Empire et dans les sources, Quintus Cicéron se plaint que beaucoup de ses clients ne participent pas au cortège.
Le client assidu doit appuyer les projets politiques de son patron. Lors des diverses assemblées où le peuple se réunit, il fait campagne pour lui, vote pour lui (le vote électoral est public et oral à Rome jusqu'en -139) et doit s'abstenir d'action en justice contre son patron. S'il a été défendu devant un tribunal par son patron, il prouve sa gratitude par une escorte assidue de son bienfaiteur.

### Obligations du patron
En retour, le patron (patronus, dérivé du mot pater père) offre l'assistance à son client : dans les temps anciens, il offrait un repas, la sportule, bien vite remplacé par une pièce de monnaie, plus pratique.
Le tarif habituel à Rome au début de l'Empire semble selon Martial de six sesterces par jour, sachant que Rome était une ville où la vie était chère. Domitien remit en vigueur l'usage la sportule-nourriture, obligeant les patrons à organiser des repas pour leurs clients.
S'y ajoutaient des cadeaux pour les occasions exceptionnelles : une place gratuite pour le spectacle organisé par le patron, un vêtement neuf pour le nouvel an, la prise en charge de frais pour un mariage, une donation sur le testament. Des clients intéressés couraient d'un patron à l'autre pendant des années, espérant obtenir une place sur le testament d'un patron. La caricature dans cette quête d’héritage est poussée à son comble par Pétrone dans le Satyricon, lorsqu'il énonce cette clause du testament d’Eumolpe « Tous ceux qui recevront un legs dans mon testament le toucheront à la condition expresse de couper mon corps en petits morceaux et de le manger en public ».